# Архиепархия Ганьоа
Архиепархия Ганьоа (лат. Archidioecesis Gagnoaensis) — архиепархия Римско-Католической церкви с центром в городе Ганьоа, Кот-д’Ивуар. В митрополию Ганьоа входят епархии Далоа, Мана, Сан-Педро-эн-Кот-д’Ивуара. Кафедральным собором архиепархии Ганьоа является церковь святой Анны.

## История
25 июня 1956 года Римский папа Пий XII выпустил буллу «Sanctissimum ac gravissimum», которой учредил епархию Ганьоа, выделив её из епархии Далоа. В этот же день епархия Ганьоа вошла в митрополию Абиджана.
23 октября 1989 года епархия Ганьоа передала часть своей территории для возведения новой епархии Сан-Педро-эн-Кот-д’Ивуара.
19 декабря 1994 года Римский папа Иоанн Павел II издал буллу «Cum in Litore Eburneo», которой возвёл епархию Ганьоа в ранг архиепархии.

## Ординарии архиепархии
- епископ Jean Marie Etrillard S.M.A.[1] (4.07.1956 — 11.03.1971);
- архиепископ Noël Kokora-Tekry (11.03.1971 — 15.05.2001);
- архиепископ Жан-Пьер Кутва (15.05.2001 — 2.05.2006) — назначен архиепископом Абиджана;
- архиепископ Barthélémy Djabla (21.07.2006 — 15.09.2008);
- архиепископ Joseph Aké Yapo  (21.11.2008 — 4.10.2023, в отставке);
- архиепископ Jean-Jacques Koffi Oi Koffi (8.04.2025 — по настоящее время).

## Источник
- Annuario Pontificio, Libreria Editrice Vaticana, Città del Vaticano, 2003, ISBN 88-209-7422-3
- Булла Sanctissimum ac gravissimum Архивная копия от 27 марта 2010 на Wayback Machine, AAS 49 (1957), стр. 113  (лат.)
- Булла  Cum in Litore Eburneo Архивная копия от 17 мая 2014 на Wayback Machine  (лат.)